# مارتن باول
مارتن باول (بالإنجليزية: Martin Paul)‏ (2 فبراير 1975 في المملكة المتحدة - ) هو لاعب كرة قدم بريطاني في مركز الهجوم. لعب مع نادي بريستول روفيرز ونادي دونكاستر روفرز ونيوبورت كونتي وMangotsfield United F.C. ‏ ونادي باث سيتي وتشبنهام تاون.

## وصلات خارجية
- مارتن باول على موقع Soccerbase.com (لاعب) (الإنجليزية)